# 修仁县
修仁县，中国古旧县名。
唐朝长庆元年（821年）改建陵县置，治所在今广西壮族自治区荔浦县西南修仁镇西北老城。属桂州。“以县有修仁乡”而名（《太平寰宇记》）。北宋熙宁四年（1071年）省为镇，并入荔浦县。元丰元年（1078年）复置。南宋属静江府。元朝仍属静江路。明朝先属桂林府。景泰初年，徙治霸寨村，今修仁镇南二里。成化十五年（1479年）徙治五福岭，即今修仁镇。属平乐府。清朝因袭。1952年并入鹿寨、荔浦、象县三县。